# 清原満定
清原 満定（きよはら の みつさだ、建久6年（1195年） - 弘長3年11月2日（1263年12月4日））は、鎌倉幕府の官僚。官位は左衛門尉。清原清定の子。

## 人物
『吾妻鏡』によれば、仁治元年(1240年)1月に評定衆に加わるが、『関東評定衆伝』は前年の延応元年（1239年）としており、同職に就いていた兄弟の斎藤長定（法名：浄円）が前年死亡したあとを継いだものと考えられる。右筆役も勤め、また政所家司して幕府の諸行事や仏事、神事の実務にも携わった。仁治元年(1240年)11月、京都の未設置の篝屋の事についての評定を奉行し、同2年（1241）4月、武田信光による北条泰時宛の起請文を評定衆中に回覧する役を担当し、また預かり囚人の逃亡について御家人から罰金を取り、大仏殿建設に寄付することを奉行し、寛元2年（1244年）4月藤原頼嗣の元服式で文書始めの清書役を務めた。宝治2年（1248年）12月伊勢神宮の神楽のための寄進を奉行し、建長2年（1250年）4月證菩提寺修繕の評定を奉行し、また無官の御家人が左右衛門尉への任官を希望することに対して拒絶するよう命ぜられた。